# Siège de Graciosa
Pour les articles homonymes, voir Siège et Graciosa.
Maroc portugais
Le siège de Graciosa est une opération militaire lancée en 1489 par le sultan wattasside Mohammed ach-Chaykh afin de prendre la place forte de Graciosa (pt), alors encore en construction. Les forces portugaises finissent par capituler, puis évacuer la place.

## Contexte
En 1471, à la suite de la prise d'Assilah, puis de Tanger, Mohammed ach-Chaykh signe une trêve de 20 ans avec les Portugais, pour pouvoir mieux se concentrer face à ses opposants au Maroc, et pour en même temps pouvoir négocier la libération de sa famille, capturée à Assilah. Le chef wattasside Mohammed ach-Chaykh fait alors une concession aux Portugais dans la signature du traité, leur permettant de prendre possession d'une île ou d'un terrain marécageux en amont de l'embouchure du Loukkos. 
En mars 1472, Mohammed ach-Chaykh s'empare définitivement du pouvoir en chassant le chérif idrisside Mohammed ibn Ali Amrani-Joutey de Fès, devenant ainsi le premier souverain wattasside du Maroc et mettant fin à la période d'anarchie mérinide. Quelques années plus tard, le roi de Portugal Alphonse V décède en 1481, sans avoir pu réaliser l'occupation du territoire concédé par le traité d'Assilah, en amont de l'embouchure du Loukkos.
Son fils, Jean II lui succède au trône. Celui-ci, comprenant l'importance d'avoir une position à l'intérieur du pays pouvant facilement être ravitaillés et secourue par la mer, décide de lancer une expédition en 1489. Commandée par Gaspar Jusarte, l'expédition a pour but de construire une place forte nommée Graciosa près du Loukkos.

## Déroulement
En février 1489, sous le commandement de Gaspar Jusarte, une flotte portugaise remonte facilement le Loukkos jusqu'à hauteur de l'île ou du terrain, où sont débarqués des ouvriers qui élèvent rapidement les remparts de Graciosa, sous la protection des vaisseaux portugais. Fin mai, une seconde flotte commandée par Pedro de Castelbranco atteint la place forte. Entre-temps, Fernandes de Almeida est nommée gouverneur de la nouvelle ville. 
Apprenant la nouvelle de l'expédition portugaise, Mohammed ach-Chaykh accourt immédiatement avec son armée en direction de la place forte portugaise. Tentant de déloger les Portugais, les Marocains sont maintenus à distance par l'artillerie de la flotte portugaise, qui repousse les tentatives d'attaques marocaines. Désespéré, Mohammed ach-Chaykh sur le conseil d'un renégat, décide d'abattre tous les chênes-lièges de la zone et de les enfoncer dans le lit du Loukkos. C'est un succès, la flotte portugaise enfermée sans issue possible, doit capituler. En plus d'être privée de ravitaillements, le paludisme fait de gros ravages au sein de la garnison de Graciosa. Les Portugais s'engagent donc à évacuer l'éphémère Graciosa, à la suite du traité de Xamez, signé le 27 août 1489.

## Sources

### Sources bibliographiques
1. ↑  Société historique algérienne 1872, p. 398
2. 1 2 3 4 5  Académie des inscriptions et belles-lettres 1920, p. 419
3. ↑  Ricard 1953, p. XV
4. ↑  Académie des inscriptions et belles-lettres 1920, p. 420

#### Francophone
- Académie des inscriptions et belles-lettres, Comptes-rendus des séances de l'année... / Académie des inscriptions et belles-lettres, Paris, Imprimerie nationale, 1920, 469 p. (lire en ligne)
- Société historique algérienne, Revue africaine : journal des travaux de la Société historique algérienne, Alger, Adolphe Jourdan et Jules Carbonel, 1872, 400 p. (lire en ligne)
- Robert Ricard, Les sources inédites de l'histoire du Maroc. Archives et bibliothèques de Portugal. Tome V. : 1542 - 1580, Paul Geuthner, 1953, 256 p. (lire en ligne)